# 前1370年代
| 千纪： | 前2千纪 |
| 世纪： | 前15世纪 \| 前14世纪 \| 前13世纪                                                                                     |
| 年代： | 前1400年代 \| 前1390年代 \| 前1380年代 \| 前1370年代 \| 前1360年代 \| 前1350年代 \| 前1340年代                       |
| 年份： | 前1379年 \| 前1378年 \| 前1377年 \| 前1376年 \| 前1375年 \| 前1374年 \| 前1373年 \| 前1372年 \| 前1371年 \| 前1370年 |

## 重要事件及趋势
- 前1370年的夏天，艾特韦（在今天的丹麦）女孩被葬在橡木原木中。
- 约前1375年，克里特岛的米诺斯文明结束。
- 约前1375年，克诺索斯宫殿被遗弃。

## 重要人物
- 阿蒙霍特普三世，古埃及第十八王朝法老
- 图特哈里二世，赫梯国王
- 伊里巴阿达德一世，亚述国王
- 库瑞噶尔祖一世、卡达什曼·恩利尔一世，巴比伦第三王朝国王
- 埃瑞克修斯，雅典国王
- 沃甲，商朝国王